# Natàlia Barrientos
Natàlia Barrientos i Bueno (* 21. September 1996 in Tiana) ist eine spanische Schauspielerin.

## Leben und Karriere
Barrientos wurde am 21. September 1996 in Tiana geboren. Sie studierte an der Col·legi de Teatre de Barcelona. Von 2019 bis 2020 bekam sie in der Serie The Hockey Girls eine Hauptrolle. Außerdem spielte sie 2022 in dem Film El despertar mit. Barrientos ist auch im Theater aktiv und war in den Stücken Refugiats, El Chinabum, El món per un forat und Himmelweg zu sehen.
Zudem modierte sie die Radiosendung El camerino d'Escena 25, dass auf dem Sender iCat lief.

## Filmografie
- 2019–2020: The Hockey Girls (Les de l'hoquei, Fernsehserie)
- 2022: El despertar